# Huis Bartolotti

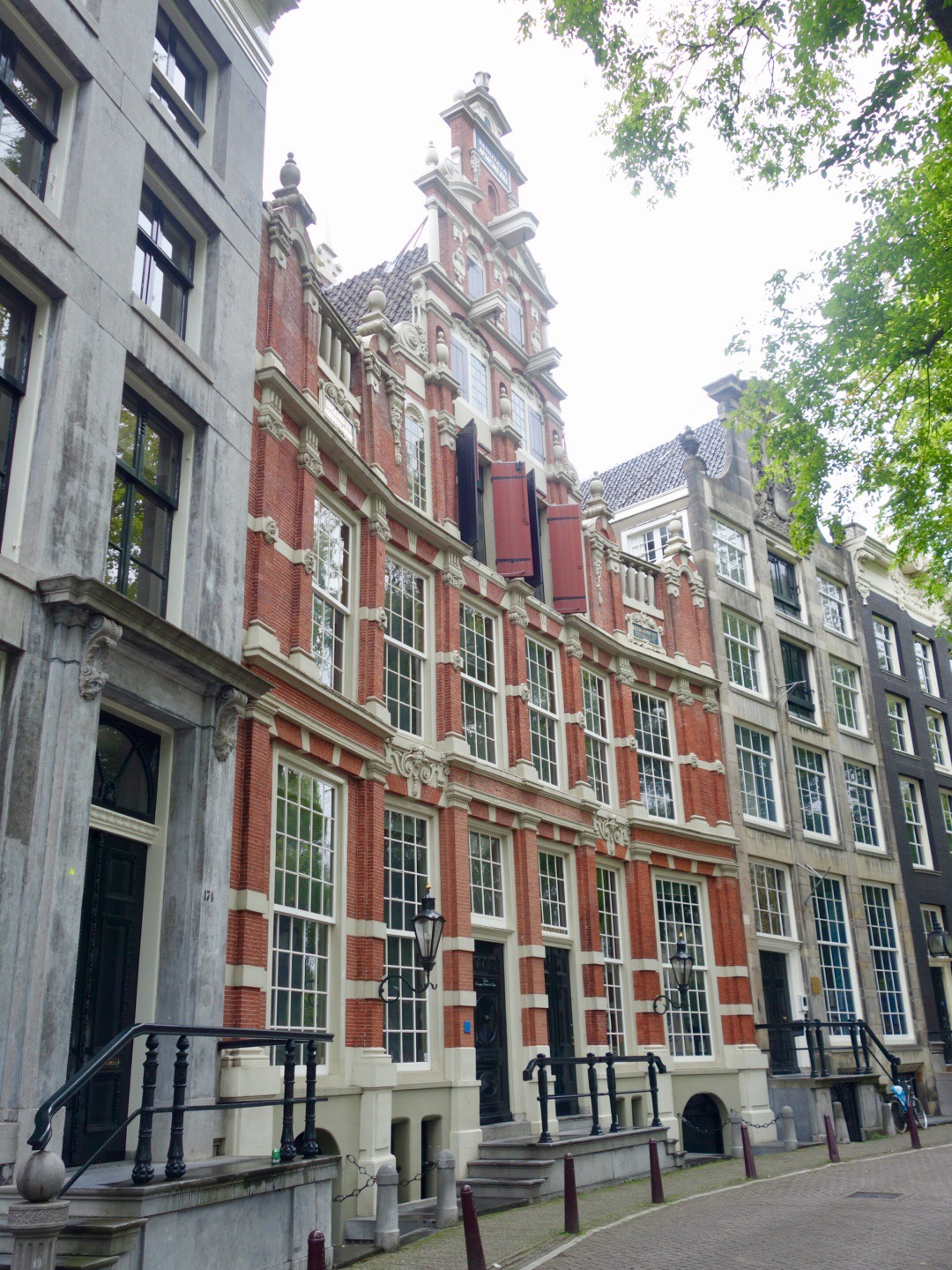
Huis Bartolotti (Amsterdam)

Das Bartolottihaus (niederländisch Huis Bartolotti, auch De Bonte Huis) ist ein Grachtenhaus an der Herengracht 170–172 in Amsterdam. Es wurde um 1617 für Willem van den Heuvel tot Beichlingen, einen der reichsten Amsterdamer Bürger jener Zeit, erbaut, der von einem kinderlosen Schwager, dem Kaufmann Giovanni Battista Bartolotti aus Bologna, viel Geld geerbt hatte. Im Testament dieses Onkels wurde als Bedingung genannt, dass er sich „Bartolotti“ nennen müsse. Der Name lautet manchmal auch Van den Heuvel tot Beichlingen genannt Bartolotti. Seine Mutter Maria Pels (?–1592) heiratete Willem Bartolotti (Antwerpen 1560 – Amsterdam 1634) im Jahr 1589 in Stade. Ihr Sohn Jan Baptist Bartolotti van den Heuvel (1590–1624) heiratete im Jahr 1612 Leonora Hellemans Arnoudsdochter (1594–1661). 
An seinem Haus steht geschrieben, wie er zu diesem Reichtum gekommen ist. Es gibt zwei Kartuschen mit der gemalten Inschrift „Ingenio et Assiduo Labore“ (durch Einfallsreichtum und Fleiß) auf der linken Seite und „Religione et Probitate“ (durch Religion und Rechtschaffenheit) auf der rechten Seite.

## Beschreibung
Das Haus ist eines von drei erhaltenen Beispielen eines Amsterdamer Hauses aus dem frühen 17. Jahrhundert mit einem Nebenhaus, einem Vorläufer des Doppelhauses. Die beiden anderen sind De Dolphijn und das Huis met de hoofden.
Der First des Daches verläuft parallel zum Kanal (dwarshuis). Hinter diesem Querhaus befindet sich ein weiteres Querhaus (das Seitenhaus). Das Haus mit dem Nebenhaus ist also ein Haus mit zwei Längsschiffen parallel zum Kanal. Dies ist auf dem Grundriss nicht zu erkennen, da es eine Trennung zwischen links und rechts gibt. Auf dem Dach befinden sich zwei große Eckschornsteine. Ein Stufengiebel im Amsterdamer Renaissancestil im Übergang zum Barock von Hendrick de Keyser, dem der Entwurf zugeschrieben wird, ist an einem angesetzten Querdach angebracht. Der Entwurf wird seinem Sohn Pieter de Keyser zugeschrieben.
Die reich verzierte Fassade weist Pilaster, Bänder, Quader, Masken, Vasen, Klauen, Säulen und einen gebrochenen Segmentgiebel auf. Der Treppengiebel hat auf beiden Seiten eine Balustrade und deutet zusammen mit den dortigen Pilastern auf ein zweites Stockwerk hin: Das Haus scheint also höher zu sein als es ist.
Das Haus befindet sich gegenüber der Driekoningenstraat in dem so genannten „kleinen Bogen“ der Herengracht. Dieser Bogen, nicht zu verwechseln mit dem Goldenen Bogen, entstand, als der ehemalige Stadtkanal um eine Festung herumgelegt wurde. Das Haus Bartolotti hat zwei Bögen, die dieser Kurve folgen; die äußeren Achsen sind abgeschrägt. Das Haus ist sechs Achsen breit, während die geknickten Achsen auf beiden Seiten jeweils eine Achse breit sind. Hinter dem mittleren Abschnitt mit vier Achsen befand sich das Vorderhaus mit dem Eingang in der zweiten dieser vier Achsen (also in der dritten Achse, wenn man die Seitenflügel mitzählt). Auf der linken Seite des Vorderhauses befanden sich die Wohnräume, auf der rechten Seite der Empfangs- und Festbereich.

## Restaurierung
Die Hendrick de Keyser Association erwarb die Herengracht 170 im Jahr 1924. Die Herengracht 172 wurde 1971 unter der Leitung von Walther Raue erworben, und die Gesellschaft richtete dort ihren Sitz ein. Eine aufsehenerregende Restaurierung fand in den Jahren 1968–1971 statt. Der obere Teil des Giebels, der zu Beginn des 19. Jahrhunderts durch seine Nüchternheit hässlich war, wurde rekonstruiert. Auf dem oberen Giebel wurde die Jahreszahl 1971 angebracht. Bei der Restaurierung wurde zunächst ein Plattenmodell der Giebelseite angebracht. Auch die sehr fein detaillierten Eckschornsteine wurden damals wiederhergestellt. Von 1995 bis 1997 fand eine zweite Restaurierung statt, bei der vor allem der Innenraum wieder in seinen ursprünglichen Zustand versetzt wurde.

## Innenbereich
Das Haus hat eine beachtenswerte Innenausstattung. Es wurde unter anderem von Cornelis Munter, Nicolaes Corver und Dirck Trip, dem reichsten Mann von Amsterdam im Jahr 1742, bewohnt. Das Bartolotti-Haus war teilweise Teil des Niederländischen Theaterinstituts (damals unter den Nummern 168 und 174). Im Hinterhaus mit der Nummer 170 aus dem 18. Jahrhundert lebte von 1974 bis 2012 der Cembalist, Organist, Dirigent und Musik- und Kulturhistoriker Gustav Leonhardt, der das Haus in einem Buch beschrieben hat.

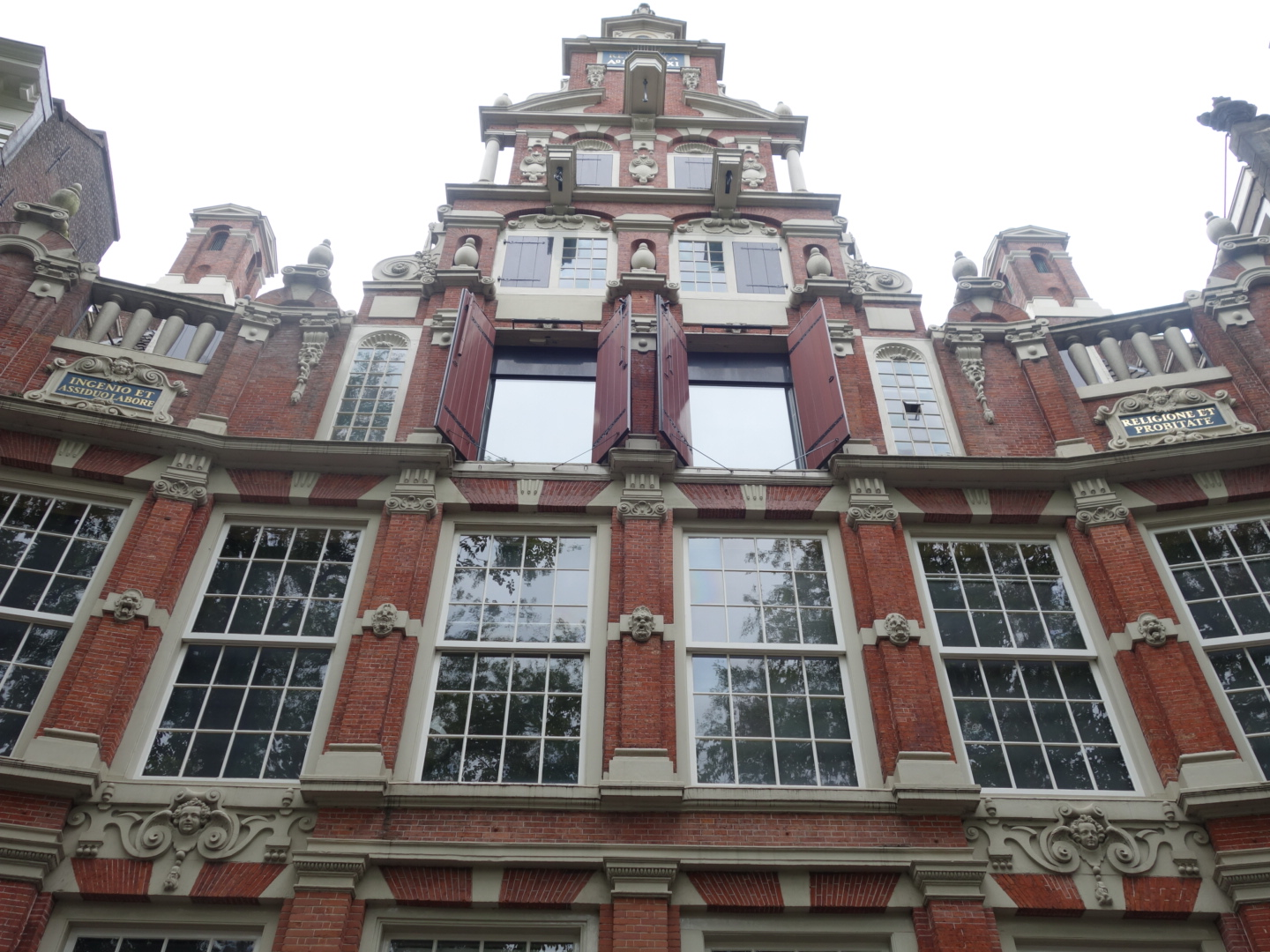
Nahaufnahme der Frontfassade
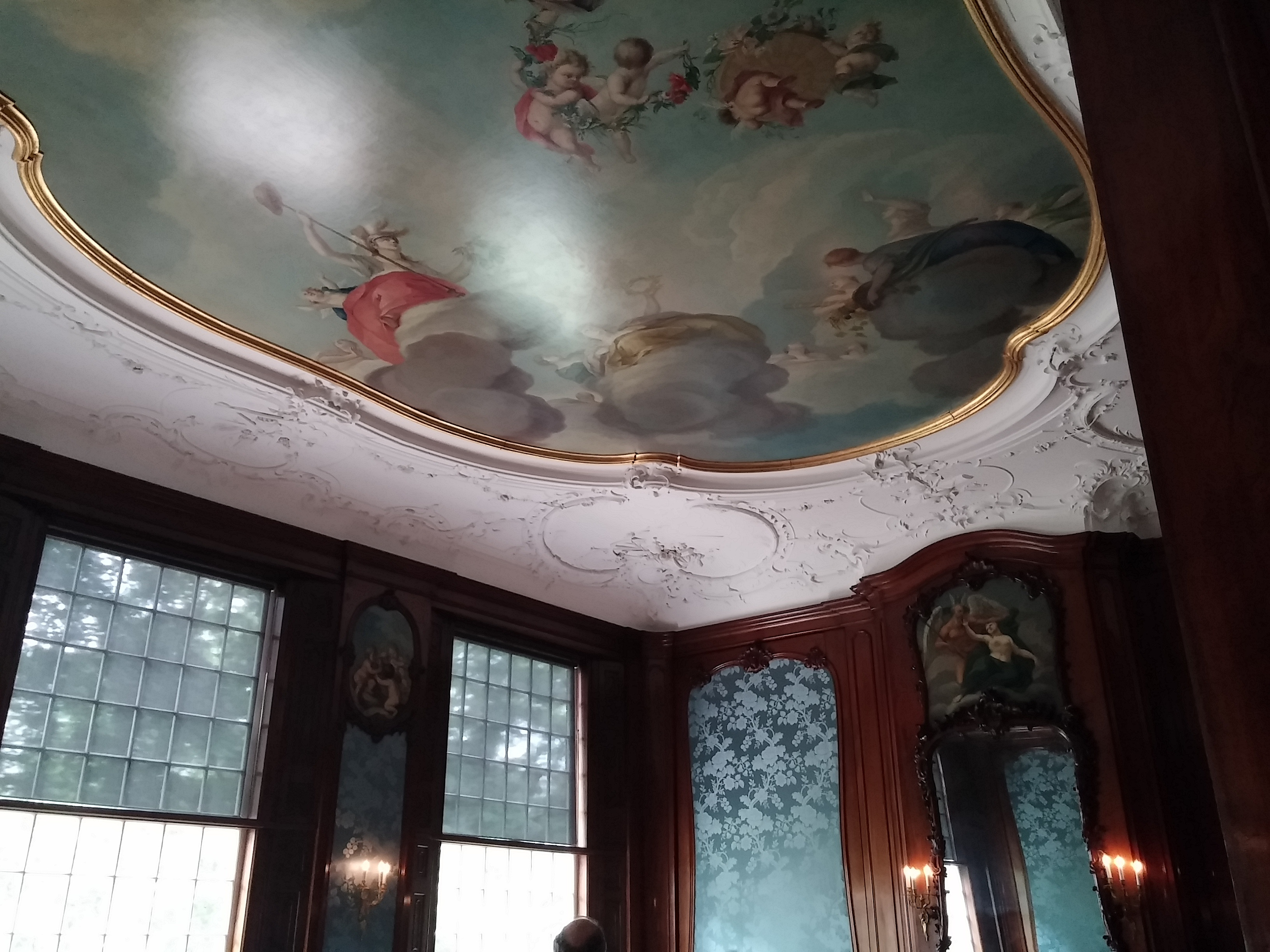
Fresko im Hinterzimmer
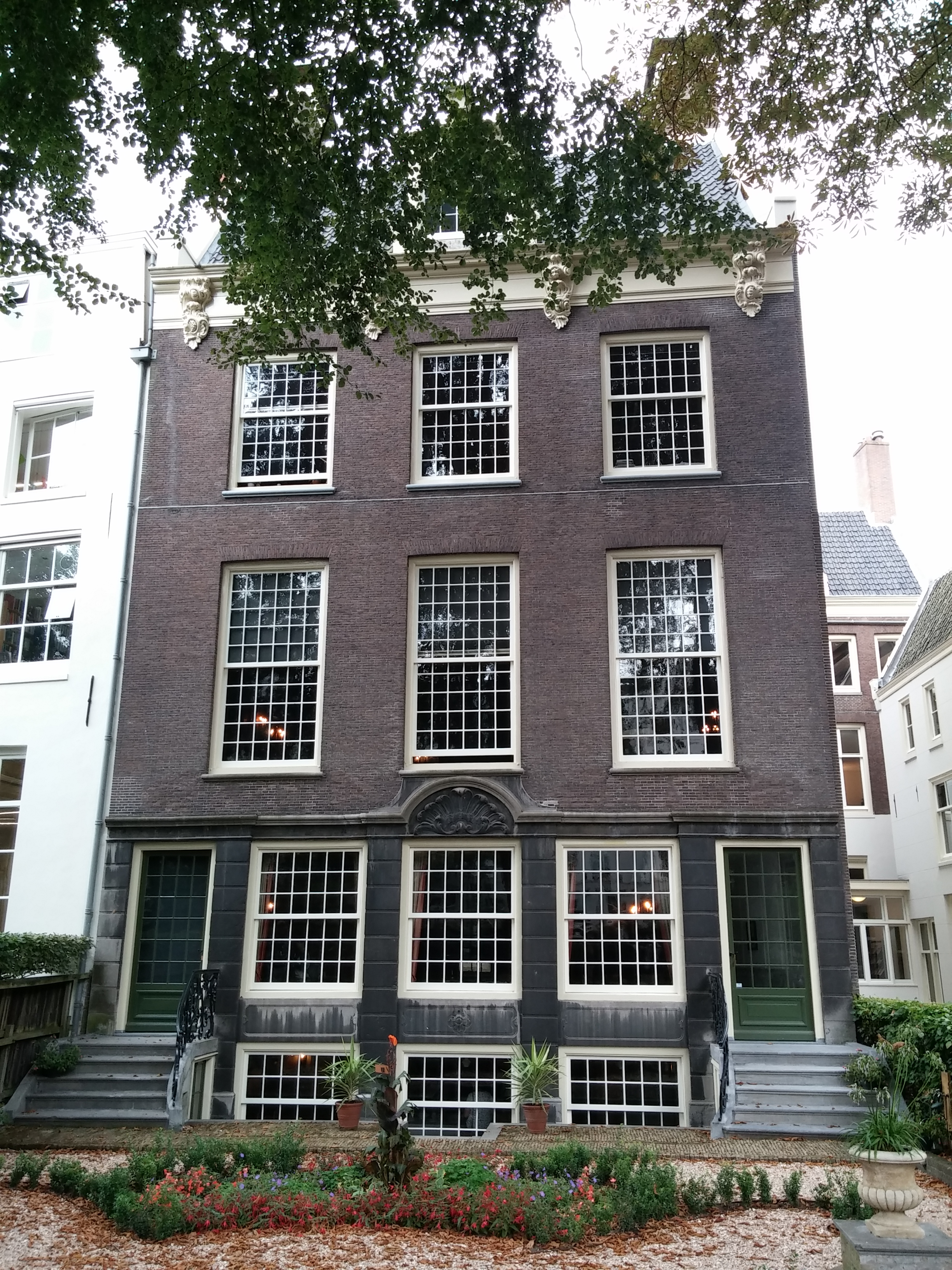
Die hintere Fassade